# Rosario Murillo

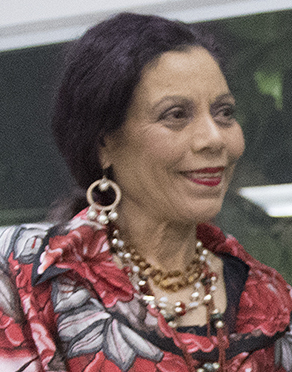
Rosario Murillo (2017).

Rosario Murillo Zambrana (* 22. Juni 1951 in Managua) ist eine nicaraguische Schriftstellerin und Politikerin. Sie ist seit 1978 Partnerin, seit 2005 Ehefrau des Präsidenten Daniel Ortega und seit Januar 2017 Vizepräsidentin von Nicaragua. Sie gilt als die eigentliche Macht hinter der Präsidentschaft ihres Ehemannes.
Im August 2021 wurden gegen sie und 13 weitere Angehörige des Regimes Sanktionen seitens der Europäischen Union wegen Menschenrechtsverletzungen in Nicaragua verhängt.

## Leben

### Frühe Jahre und Privates
Ihre Mutter war eine Nichte Augusto César Sandinos, des namensgebenden Unabhängigkeitshelden der Sandinistischen Befreiungsfront. Die Eltern waren Großgrundbesitzer und schickten die Tochter zur Ausbildung an das Greenway Convent Collegiate School in Tiverton nach England und für eine Kunstausbildung ans Institut Le Manoir in La Neuveville in die Westschweiz. Sie arbeitete zwischen 1967 und 1969 als Sprachdozentin am Instituto de Ciencias Comerciales und dem Colegio Teresiano. Sie arbeitete für die Zeitung La Prensa und war Sekretärin der wichtigen innenpolitischen Persönlichkeiten Pedro Joaquin Chamorro und Pablo Antonio Cuadra. In dieser Zeit war sie zwei Mal für kurze Zeit verheiratet. Aus diesen zwei Ehen gingen drei Kinder hervor. Der Tod eines Sohnes 1973 war nach eigenen Aussagen der Auslöser für das Schreiben von Gedichten.
Der Beziehung mit Ortega entstammen weitere sieben Kinder. Ortegas Stieftochter, Zoilamérica Narváez erhob nach Jahren des Schweigens Missbrauchsvorwürfe gegen ihren Stiefvater Ortega. 1998 erklärte sie, dieser habe sie sexuell missbraucht, seitdem sie 9 Jahre alt war. Als Zoilamérica Narváez diese Vorwürfe in einem am 5. November 2016 veröffentlichten Interview erneuerte, nahm Rosario Murillo ihren Mann vor den Vergewaltigungsvorwürfen ihrer Tochter in Schutz.
Sie ist bekannt für ihren Glauben an verschiedene New-Age-Theorien.

### Sandinistische Befreiungsfront
Bereits 1969 schloss sich Murillo dem Kampf gegen die Somoza-Diktatur an. Nach einem Gefängnisaufenthalt reiste sie 1977 ins Ausland und traf in Caracas Daniel Ortega.
Nach der erfolgreichen Sandinistischen Revolution von 1979 war Murillo für das Kulturleben und für Publikationen der FSLN verantwortlich.

### Ortega-Regierung
Nach einem Herzinfarkt Ortegas im Jahr 1994 und dem Abwenden ehemaliger Revolutionsgefährten wurde die Rolle Murillos für den ab 2006 erneut zum Präsidenten gewählten immer wichtiger. Heute wird sie „weithin als die Macht hinter der Präsidentschaft betrachtet.“
Offiziell war sie Regierungssprecherin im Ministerrang mit Befugnis, Regionalbehörden Anweisungen zu erteilen. Niemand anderes durfte offizielle Statements abgeben. Daniel Ortega hatte selbst öffentlich erklärt, dass er sich mit Murillo die Macht hälftig teile. Bei der Präsidentenwahl 2016 trat Murillo als seine Stellvertreterin an. Der einzige ernsthafte Oppositionskandidat war gerichtlich gegen eine Marionette ausgetauscht und dagegen protestierende Parlamentarier abgesetzt worden.
In den Worten der Schriftstellerin und ehemaligen Sandinistin Gioconda Belli war die Propaganda von Murillo „eher Goebbels als Orwell“ (“This is more Goebbels than Orwell”), als sie am 17. Juli 2018 von Frieden und Aussöhnung redete, während gleichzeitig die Polizei und Paramilitärs die indigene Gemeinschaft in Monimbó mit Kalaschnikows, Scharfschützengewehren und Artillerie angriff.
Daniel Ortega war Anfang 2023 geistig und körperlich sichtbar beeinträchtigt. Im Februar 2023 erklärte er in einem offiziellen Akt, dass Murillo „Ko-Präsidentin der Republik“ sei, und befahl dem Vorsitzenden der Nationalversammlung, „einige Reformen an der politischen Verfassung vorzunehmen“, um das Prinzip der Ko-Präsidentschaft zu etablieren.
Im Dezember 2024 stellte der argentinische Bundesrichter Ariel Lijo unter Verweis auf das Weltrechtsprinzip einen internationalen Haftbefehl gegen Murillo und Ortega aus. Damit gab Lijo einem im August 2022 eingereichten Antrag einer argentinischen Professorengruppe, die Murillo und Ortega der Verbrechen gegen die Menschlichkeit beschuldigte, statt.